# Адміністративний поділ Приволзького федерального округу
Приволзький федеральний округ поділяється на 6 республік, 1 край, 7 областей.
| №п/п       | Регіон суб'єкт федерації              | Площа (км²) | Населення 9 жовтня 2002 | Центр           | Склад                                                            | Докладніше |
| Республіки |                                       |             |                         |                 |                                                                  |            |
| 1          | Башкирія (Башкортостан)               | 143 600     | 4 103 000               | Уфа             | 54 райони і 21 місто                                             | докладніше |
| 2          | Марій-Ел (Марійська)                  | 23 200      | 728 000                 | Йошкар-Ола      | 14 районів і 3 міста                                             | докладніше |
| 3          | Мордовія                              | 26 200      | 889 000                 | Саранськ        | 22 райони і 3 міста                                              | докладніше |
| 4          | Татарстан                             | 68 000      | 3 780 000               | Казань          | 43 райони і 14 міст                                              | докладніше |
| 5          | Удмуртія (Удмуртська республіка)      | 42 100      | 1 571 000               | Іжевськ         | 25 районів і 5 міст                                              | докладніше |
| 6          | Чувашія (Чуваська республіка — Чаваш) | 18 300      | 1 314 000               | Чебоксари       | 21 район і 5 міст                                                | докладніше |
| Краї       |                                       |             |                         |                 |                                                                  |            |
| 1          | Пермський край                        | 160 600     | 2 824 000               | Перм            | 33 райони і 14 міст                                              | докладніше |
| Області    |                                       |             |                         |                 |                                                                  |            |
| 1          | Кіровська                             | 120 800     | 1 504 000               | Кіров           | 39 районів і 5 міст                                              | докладніше |
| 2          | Нижньогородська                       | 76 900      | 3 524 000               | Нижній Новгород | 48 районів і 12 міст                                             | докладніше |
| 3          | Оренбурзька                           | 124 000     | 2 178 000               | Оренбург        | 35 районів і 12 міст                                             | докладніше |
| 4          | Пензенська                            | 43 200      | 1 453 000               | Пенза           | 28 районів і 5 міст                                              | докладніше |
| 5          | Самарська                             | 53 600      | 3 240 000               | Самара          | 27 районів і 10 міст                                             | докладніше |
| 6          | Саратовська                           | 100 200     | 2 669 000               | Саратов         | 38 районів і 13 міст                                             | докладніше |
| 7          | Ульяновська                           | 37 300      | 1 382 000               | Ульяновськ      | 21 район і 3 міста                                               | докладніше |
|            | Разом                                 | 1 035 900   | 31 159 000              | Нижній Новгород | 448 районів і 125 міст у складі 6 республіки, 1 краю, 7 областей |            |

Нотатки:

1. ↑     Створений 1 грудня 2005 року, коли відбулося злиття Пермської області та Комі-Перм'яцький автономний округ